# 14 mai 1964
Le jeudi 14 mai 1964 est le 135e jour de l'année 1964.

## Naissances
- André Berthozat, joueur de rugby français
- Eric Peterson, guitariste américain
- François Denis, joueur de football français
- James M. Kelly, astronaute américain
- Néstor Gorosito, joueur et entraîneur de football argentin
- Nancy Sorel, actrice canadienne
- Reijo Mikkolainen, joueur de hockey sur glace finlandais
- Rossen Plevneliev, personnalité politique bulgare
- Rusty Jeffers, culturiste américain
- Walter Berry, joueur de basket-ball américain

## Décès
- Heinz Werner (né le 11 février 1890), psychologue austro-américain
- Ida Sterno (née en 1902), assistante sociale d'origine roumaine
- Jean d'Yd (né le 17 mai 1880), acteur
- Kensuke Mitsuda (né le 12 janvier 1876), léprologue japonais
- Wolf Freiherr von Biedermann (né le 11 juillet 1890), militaire allemand